# 리무시

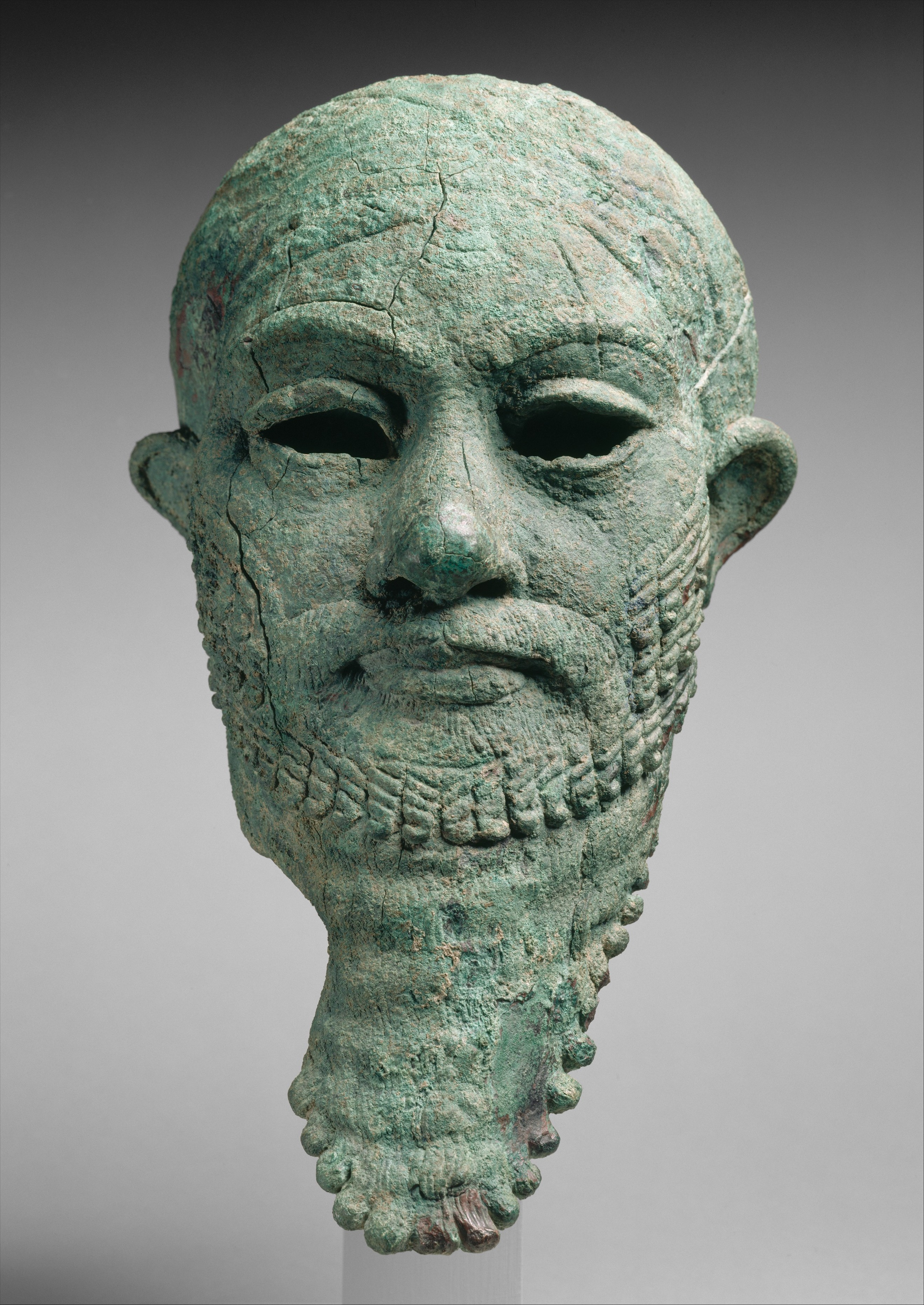
통치자의 머리

리무시(Rimush)는 아카드 제국의 두 번째 왕이었다. 그는 사르곤의 왕자였으며 형제 마니쉬투슈에 의해 계승되었다.
그의 기록에 따르면 그는 폭넓게 퍼진 반란에 직면하였으나 성공적으로 진압하였다. 그는 역시 엘람과 바락쉐에 성공적인 원정을 기록하였다. 여러 봉헌 제안이 여러 메소포타미아 도시의 발굴된 사원에서 발견되었다.